# Patrice Collinet
Pour les articles homonymes, voir Collinet.
Patrice Collinet, né le 18 septembre 1948 à Reims, est un coureur cycliste français, professionnel en 1974.

## Biographie
En 1972, il termine neuvième du championnat de France amateurs.

## Palmarès
- 1978
  - 3e de Paris-Épernay
- 1980
  - 3e de Paris-Chauny
- 1981
  - Paris-Chauny
  - Grand Prix des Marbriers

## Résultats sur les grands tours

### Tour d'Espagne
1 participation
- 1974 : abandon (6e étape)